# Jaume Càncer
Jaume Càncer (Barbastre, Aragó, 1559 - Barcelona, 1631) fou un jurista i advocat català. El 1594 va publicar a Barcelona el Variarum resolutionum iuris Caesarei, Pontificii et Municipalis Principatus Cataloniae.
A Sarrià, Barcelona, hi ha un carrer que duu el seu nom.